# Какар, Дипика
Дипика Какар Ибрагим (англ. Dipika Kakar Ibrahim, урожденная Какар, также известна как Фаиза Ибрагим англ. Faiza Ibrahim, профессионально известная как Дипика Какар; род. 6 августа 1986) — индийская актриса
, снимающаяся в телесериалах на хинди. Она известна по роли Симар в сериале «Вторая семья Симар» и Сонакши в сериале «Где Буду я, где Будешь ты?». Она участвовала в реалити-шоу Bigg Boss 12 и стала победительницей в 2018 году. Она также участвовала в реалити-шоу Nach Baliye 8, заняв 4-е место.

## Детство
Дипика родилась 6 августа 1986 года в Пуне, Индия. Какар сдала школьные экзамены, проводимые Центральным советом среднего образования, а затем окончила Мумбайский университет. После окончания учёбы она проработала бортпроводницей в «Jet Airways» почти 3 года. Из-за проблем со здоровьем она уволилась и присоединилась к индустрии развлечений.

## Карьера

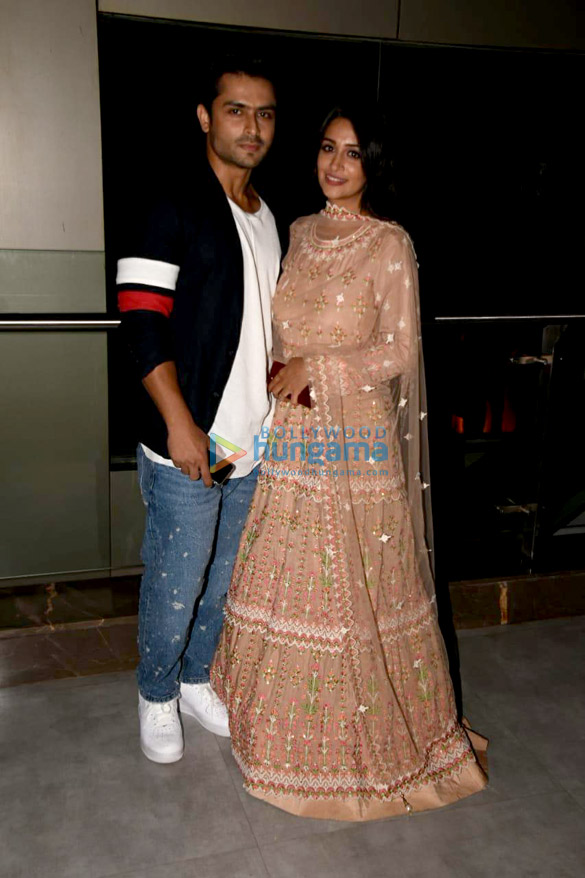
Дипика Какар Ибрагим с мужем Шоаибом Ибрагимом

Какар начала свою карьеру в качестве стюардессы в Мумбаи. В 2010 году она дебютировала на телевидении в телесериале Neer Bhare Tere Naina Devi, где сыграла главную роль. Затем она появилась в сериале Agle Janam Mohe Bitiya Hi Kijo в качестве сестры главной героини.
С 2011 по 2017 год она играла Симар Бхардваджи в сериале «Вторая семья Симар» на канале «Colors TV». В 2015 году Какар приняла участие в танцевальном реалити-шоу знаменитостей Jhalak Dikhhla Jaa 8. В 2017 году она участвовала в проекте телеканала Star Plus Nach Baliye 8 с Шоаибом Ибрагимом. Затем она появилась в Entertainment Ki Raat.
В октябре 2018 года Какар Ибрагим приняла участие в Bigg Boss 12. 30 декабря 2018 года она стала победительницей сезона.
В 2019 и 2020 годах она сыграла Сонакши Растоги в сериале Star Plus «Где Буду я, где Будешь ты?» вместе с Караном Гровером.

## Личная жизнь
В 2011 году Какар вышла замуж за Раунака Самсона, но рассталась с ним в 2015 году. 22 февраля 2018 года в Бхопале она вышла замуж за Шоаиба Ибрагима, своего коллегу по фильму «Вторая семья Симар». Она приняла ислам и сменила имя на Фаиза. У Ибрагима и Какар Ибрагима есть сын, родившийся в 2023 году.